# Palacio Hrzán de Harasov
El palacio Hrzán de Harasov, o simplemente palacio Hrzán, es un edificio de estilo barroco ubicado en el número 12/558 de la calle Celetná, en la Ciudad Vieja, Praga, República Checa.

## Historia
Giovanni Battista Alliprandi lo construyó sobre la base de un edificio anterior, de estilo gótico y románico, entre 1702 y 1723 para el conde Hrzán de Harasov.